# Городок (Рівненський район)
Городо́к — село в Україні, у Рівненському районі Рівненської області. Населення становить 2719 осіб. Центр Городоцької сільської громади.

## Археологія
Розкопано 10 наземних жител городоцького етапу Городоцько-здовбицької культури бронзової доби. Тип жител — каркасно-стовповий із двосхилим дахом. Навколо жител розміщувалися господарчі ями та майстерні з обробки кременю. На окраїні Городка знайдено яму, де видобувався кремінь, а також скупчення жовен із слідами первинної обробки. Виявлено декілька поховань під могилами у скорченому стані.

## Історія
Перша письмова згадка про Городок належить до 9 липня 1463 року. Згідно з актом про поділ майна між синами князя Василя Збаразького Городок з селами й присілками Караєвичами, Обаровим, Тинним став володінням князя Солтана.
Процитований документ зберігається в архіві князів Любартовичів Сангушків у Славуті (Archiwum książąt Lubartowiczow Sanguszkow w Sławucie. T.1 1366-1506. S.53).
Після смерті Солтана Городком з 1475 року володів його брат. Тоді тут був замок, побудований на острові. В кінці XV ст. Городок переходив від одного власника до іншого, а 1516 року княгиня А. Гольшанська подарувала Городок разом з маєтками Києво-Печерській лаврі. В селі було засновано православний монастир, як філіал лаври. З початку XVI ст. Городок став резиденцією єпископів, митрополитів і архімандритів.
З 1569 року село входило до складу Луцького повіту Волинського воєводства Польщі.
На початку XVII ст. Городок був уже порівняно великим селом. 1629 року тут зареєстровано 123 дими з населенням понад 700 чоловік. У першій половині XVII ст. відбувався інтенсивний процес покріпачення селянства. На той час панщина становила 2—3 дні на тиждень. Крім того, населення Городка терпіло і від частих нападів кримських татар, від міжусобиць, які точились між монастирем і сусідніми феодалами. В 1634 році архімандрит лаври Петро Могила звернувся до Луцького гродського суду з заявою, у якій писав, що Чапличі в Городку загарбали церковні землі. У цьому ж році на селян Городка, що вийшли косити монастирське сіно, напали слуги Чапличів, внаслідок чого було багато жертв.
Боротьба між монастирем та шляхтичами за право володіння Городком тривала десятки років. У 1664 році монастир уклав угоду на передачу в оренду городоцьких маєтків київському підчашому Яну Сущанському з тим, що останній сплачуватиме з Городка лаврі щорічно по 820 злотих і по 40 корців зерна.
В другій половині XVII — на початку XVIII ст. Городок кілька разів переходив від одних власників до інших. 1730 року ним заволодів греко-католицький митрополит Анастасій Шептицький, при якому в 1740 році було збудовано церкву, а в 1772 році—дерев’яну дзвіницю-ворота, які збереглись до наших днів.
У 1794 році монастир у Городку було ліквідовано, а його маєтності Катерина II подарувала емігранту з Угорщини графу В. Естергазі.
В 1798 році у селі було 133 двори і мешкало 896 жителів.
За даними 10-го перепису, у селі налічувався 81 двір, з них тяглових було 76, городників — 5. Селян у Городку налічувалося 301. За землю селяни мали платити поміщику щорічно по 862 крб. протягом 49 років. На кожен селянський двір припадало по 9 десятин орної землі й десятина сінокосної. Викупна ціна землі набагато перевищувала ринкову. Поміщик Естергазі виявився особливо жорстоким при здійсненні реформи— з своїх колишніх кріпаків він намагався стягнути якнайбільше грошей. Навіть Ровенський мировий суд зробив висновок, що за такі ж по якості землі у сусідніх селах селяни платили вдвоє менше. Згідно з уставною грамотою селяни не мали права ловити рибу у ставу та річці, полювати, збирати лісові ягоди, гриби тощо. У лісі заборонялось пасти селянську худобу. Не дозволялося різати в ставку тростину, бо це «продукт води», яка належить панові. Ніхто, крім поміщика, не мав права на території Городка займатися винокурінням, виробленням пива і медоварінням, а також держати корчми. Поміщику належав весь доход і від млина. Тих селян, які не дотримувалися уставної грамоти, жорстоко карали. Так, проти жителя села Тимофія Пилипчука було порушено судову справу лише за те, що він вирубав кілька жердин у панському лісі.
У пореформений період Городок поступово зростав. З 1866 року він став волосним центром, де проживало 973 особи. 1899 року тут налічувалося 120 хат, у яких мешкало 1065 осіб.
З 1867 року в Городку працювала початкова школа, а роком пізніше — парафіяльна, на базі якої 1873 року заснували сільське однокласне початкове народне училище. Більшу частину витрат на його утримання — 289 крб. 50 коп. перекладено на плечі громади. У 1896-1897 навчальному році школу відвідували 39 хлопчиків і 9 дівчаток. У вересні 1898 року в селі відкрилося двокласне народне училище.
Численні знахідки давніх часів на території села привертали увагу вчених. В 1896 році археолог і етнограф М. Ф. Біляшівський створив тут музей, який мав відділи: природознавства, географічний, антропологічний, археологічний, етнографічний. При музеї відкрили бібліотеку, де зберігалися рукописи й старовинні книжки. Було в музеї багато предметів, знайдених під час розкопок на території села. Частина експонатів з Городоцького музею зберігається нині в Рівненському краєзнавчому музеї.
У червні 1915 року, коли наблизився фронт, через Городок рушили біженці. Серед біженців і місцевих жителів спалахнула епідемія холери. В Городку захворіло 39 жителів, з них 10 померло.
У часи Визвольних змагань влада в селі переходила з рук в руки багато разів. Врешті у вересні 1920 року село захопила Польща.
У селі, де проживало 1460 осіб, крім млина і молочарні, не було підприємств. Дещо виручав місцевий поміщик - у 1921 року в його маєтку працювало понад 130 наймитів. У пошуках засобів існування інші жителі села займались кустарними промислами: столярством, кошикарством, шевством. Свої вироби вони продавали на базарах Рівного.
Хоч у селі було два лікарі, селяни далеко не завжди могли звертатися до них через високу плату за послуги. Лише за пораду хворому доводилося платити лікареві 5 злотих, за укол — 3 злотих. Відвідування хворого, враховуючи час на дорогу, не могло тривати довше як 50 хвилин, після чого кожні наступні півгодини оплачувались вдень — 2 злотих, вночі — 4 злотих. Працювала в Городку одна змішана початкова школа, у ній викладало 6 учителів польською і українською мовами.
У вересні 1939 року СРСР захопило Західну Україну.
У 1940 року відкрито туберкульозний санаторій. 378 дітей шкільного віку сіли за парти семирічної школи. їх навчали 12 учителів.
Під час Другої Світової війни 76 жителів Городка загинуло в боях.
Після війни у Городку відкрилася семирічна школа, на базі якої 1949 року створили середню. Тоді її відвідували 475 учнів.

## Населення

### Мова
Розподіл населення за рідною мовою за даними перепису 2001 року:
| Мова       | Кількість | Відсоток |
| ---------- | --------- | -------- |
| українська | 2672      | 98.27%   |
| російська  | 46        | 1.69%    |
| румунська  | 1         | 0.04%    |
| Усього     | 2719      | 100%     |

## Промисловість
Городок є потужним промисловим центром. Далеко за межами держави відомий "Городоцький завод «Технопривід», який є провідним не тільки в Україні, а й в інших країнах. В галузі будівництва функціонує на території села ВАТ «Рівненський завод надміцних залізобетонних конструкцій». А одним з найбільших заводів хімічної промисловості України є гігант «Рівнеазот» — підприємство, що має досить велике  стратегічне значення для безпеки економіки держави.
Заплановано будівництво нового деревообробного заводу міжнародної компанії Kronospan на місці зруйнованого ливарного заводу та РЗТА. Компанія Kronospan є "відомою" у всьому світі за порушення екологічних норм і численних екологічних штрафів, зокрема в місті Чірк, яке виствітлило авторитетне інформ агентство  Це будівництво нанесе непоправної шкоди як населенню Городка, ботанічному заказнику загальнодержавного значення "Вишнева гора", так і прилеглим населеним пунктам. Реконструкції як її називають представники Kronospan зіткнулося з численними протестами місцевого населення.

## Пам'ятки
- Неподалік від села розташована пам'ятка природи «Острів».
- Свято-Миколаївський Городоцький жіночий УПЦ монастир — пам'ятка архітектури, діючий жіночий монастир Української Православної Церкви зі статусом лаври, знаходиться у селі Городок Рівненського району Рівненської області. Всього насельниць — 120. З них: ігумень — 1, схимонахинь — 2, монахинь — 28, інокинь — 84, послушниць — 5[2].

## Видатні особи
- Федір Рудольфович Штейнгель — український громадсько-політичний і культурний діяч. Закінчив Київський університет, У 1902 році заснував у Городку музей з цінними археологічними, історичними і етнографічними збірками з Волині, розкопував могильники княжої доби у Студинці на Рівенщині.
- Оскілко Володимир Пантелеймонович (нар. 1892, с. Городок Рівненського району — пом. 19 червня 1926 року, там само) — військовий і громадський діяч часів УНР, отаман, генерал-хорунжий Армії УНР, командувач Північної групи військ Директорії, командувач Північно-Західного протибільшовицького фронту.
- Євген Кульчинський зробив значний внесок у духовний розвиток села. Створив у Городку церковні та світські хори. Він був природжений диригент. Отець Євген організував у Городку осередок Просвіти, очолив громадський кооператив, хату-читальню, драматичний гурток, усіляко сприяв становленню та розвитку сільської школи[3].
- Дідух Яків Петрович — український геоботанік і еколог, академік Національної академії наук України.
- Прончук Тарас Вікторович (1997—2017) — молодший сержант Збройних сил України, морській піхотинець, учасник російсько-української війни[4].

## Бібліотека
Публічно-шкільна бібліотека-філіал с. Городок входить в Рівненську районну централізовану систему публічно — шкільних бібліотек та була заснована 1972 року. Адреса книгозбірні: с. Городок, вул. Богдана Хмельницького, 3. Загальна площа приміщення бібліотеки 20 м². Станом на 01.01.15 бібліотечний фонд становить 15 035 документів. Загальна кількість користувачів — 525. Комп'ютерна техніка у бібліотеці відсутня. 
Головною метою Городоцької публічно-шкільної бібліотеки-філіалу є надання допомоги учням і педагогам у забезпеченні їхніх інформаційних потреб. У тісній співпраці з  педагогічним колективом бібліотека бере активну участь у навчально-виховному процесі школярів. Інформаційне обслуговування педагогів спрямоване на підвищення їх методичної та педагогічної майстерності. 

## Школа

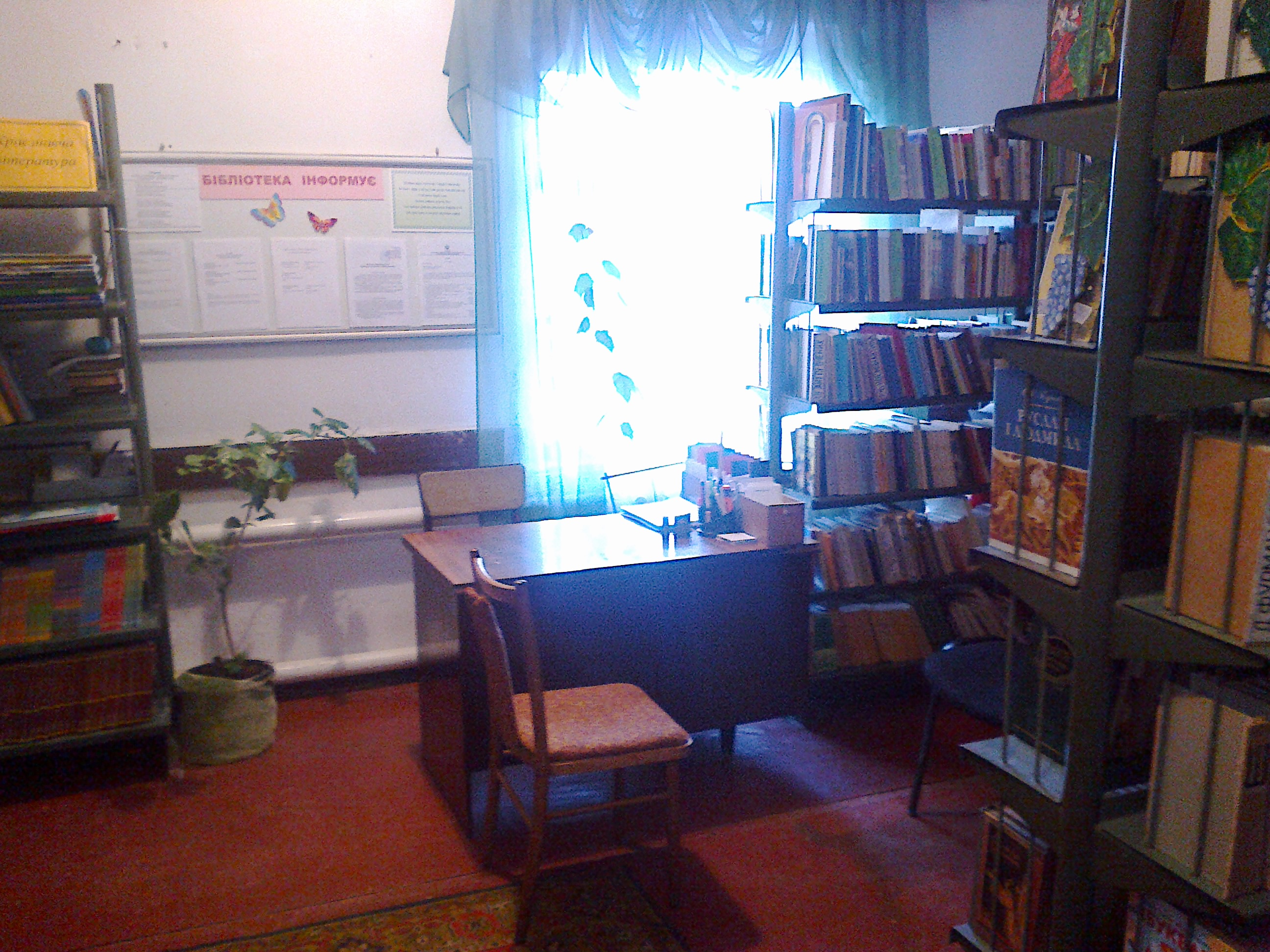
бібліотека

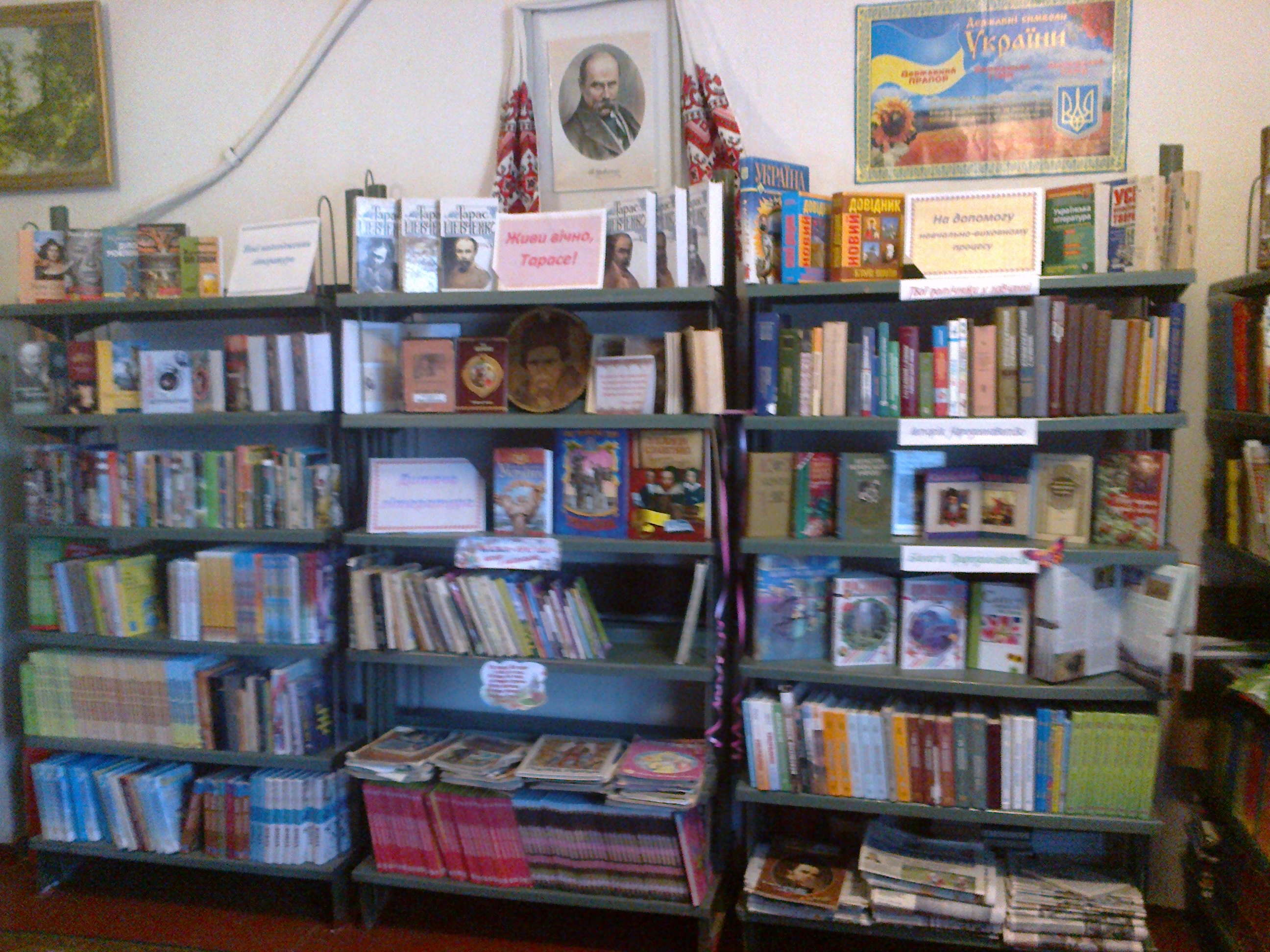
бібліотека

У 1895 на березі річки в центрі села, під керівництвом майстра Шульца на кошти   барона Федора Штейнгеля, будувалось двокласне училище з шестирічним навчанням. Добудоване у 1972 році воно діє і по нині. Перший рік навчання розпочався 1 жовтня 1897 р, навчалося — 162 учні. Навчання в школі проводилося російською мовою. Тут вивчали загальноосвітні предмети: російська мова, географія, арифметика, природознавство, початки геометрії. Школа мала сільськогосподарський напрямок, тому і вивчались поглиблено: городництво, садівництво, бджільництво, столярна справа. Першим завідувачем школи був Анікін Степан Васильович уродженець Саратова.
У роки Німецько-радянської війни школа не працювала, діти ходили по домівках вчителів, оскільки в  шкільному приміщенні знаходились німецькі склади. Після звільнення Рівненщини  (у лютому 1944 р.) навчання відновилося. 
З 1949 р. школа реорганізована в середню.